# Bullasandra, Gudibanda
Bullasandra là một làng thuộc tehsil Gudibanda, huyện Kolar, bang Karnataka, Ấn Độ.